# 13540 Kazukitakahashi
13540 Kazukitakahashi (1991 UR1) là một tiểu hành tinh vành đai chính được phát hiện ngày 29 tháng 10 năm 1991 bởi A. Takahashi và K. Watanabe ở Kitami.